# سلسلة الخلية الواحدة
سَلسلةُ الخلية الواحدة أو سَلسلةُ الخلية المفردة هي عملية فرعية من تحليل الخلية الواحدة تُستخدم لفحص معلومات تسلسل الأحماض النووية من الخلايا الفردية باستخدام تقنيات سلسلة الجيل التالي المحسنة، مما يوفر دقة أعلى للاختلافات الخلوية وفهمًا أفضل لوظيفة الخلية الفردية في سياق بيئتها الميكروية (الدقيقة). على سبيل المثال، في السرطان، يمكن أن تعطي سلسة الحمض النووي للخلايا الفردية معلومات حول الطفرات التي تحملها مجموعات صغيرة من الخلايا. في النمو الجنيني، يمكن أن تعطي سلسلة الحمض النووي الريبوزي المعبر عنه بواسطة الخلايا الفردية نظرة ثاقبة لوجود وسلوك أنواع مختلفة من الخلايا. في الأنظمة الميكروبية، يمكن أن تظهر مجموعة من نفس النوع مستنسخة وراثيًا. ومع ذلك، يمكن أن تكشف سلسلة الحمض النووي الريبوزي للخلية الواحدة أو التعديلات فوق الجينية عن التباين من خلية إلى أخرى والذي قد يساعد السكان على التكيف بسرعة للبقاء في البيئات المتغيرة.
وبالتالي فإن سَلسلةُ الخلية الواحدة لها أهمية كبيرة، فمن خلالها يمكن توضيح التغاير الجينومي، وفوق الجينومي (مثيلة الحمض النووي الريبوزي المنقوص الأكسجين، تحديداً)، والترانسكربتيومي في التجمعات الخلوية، والتغيرات التي تحدث في هذه المستويات. نظراً لهذه الأهمية، اختارت الدورية العلمية نيتشر ميثودس (Nature Methods) هذه التقنية لعام 2013 وسمُيت بطريقة العام 2013.
إن تقنية سلسلة الجيل التالي(NGS)التقليدية تفحص جينوم مجموعة من الخلايا، مثل مزرعة الخلايا أو الأنسجة أو الأعضاء أو الكائن الحي بأكمله. وتنتج هذه التقنية "الجينوم المتوسط" لهذه المجموعة من الخلايا. بالمقارنة مع هذه الطريقة، تقيس تقنية سَلسلة الخلية الواحدة (الفردية) جينومات الخلايا الفردية من مجموعة من الخلايا. في الوقت الحاضر، أصبح يشار إلى الطرق التقليدية باسم السلسلة الإجمالية أو المجموعية (bulk sequencing) لتمييزها عن تقنيات سلسلة الخلايا الواحدة الفردية.
تتطلب جميع تقنيات سلسلة الخلايا الواحدة الفردية أربع خطوات رئيسية:
1. عزل الخلايا الفردية من مجموعة الخلايا.
2. استخراج ومعالجة وتضخيم المادة الوراثية(التضخيم الجيني)[9] لكل خلية معزولة.
3. إعداد "مكتبة للسلسلة" تتضمن المادة الوراثية للخلية المعزولة.
4. سَلسلة المكتبة باستخدام جهاز تسلسل من الجيل التالي.

يمكن عزل الخلايا باستخدام طرق مختلفة، يعتمد اختيارها بشكل أساسي على طبيعة العينة وخطوات المعالجة المطلوبة بعد عزل الخلايا. يتم تحديد أداء كل طريقة من خلال كفاءتها أي معدل الإنتاجية (عدد الخلايا التي يمكن عزلها لكل وحدة زمنية)، والنقاء (نسبة الخلايا المستهدفة التي تم جمعها) والاسترجاع (نسبة الخلايا المستهدفة التي تم جمعها مقارنة بالعدد الإجمالي للخلايا المستهدفة المتاحة في البداية).
بناءً على تنوع المبادئ المستخدمة في العزل، يمكن تصنيف تقنيات عزل الخلايا الحالية إلى مجموعتين. تعتمد المجموعة الأولى على الخصائص الفيزيائية مثل الحجم والكثافة والتغيرات الكهربائية وقابلية التشوه، مع طرق تشمل الطرد المركزي لتدرج الكثافة والترشيح الغشائي ومنصات الالتقاط القائمة على الرقاقة (الشريحة الدقيقة). الخصائص الفيزيائية الأكثر فائدة هي عزل خلية واحدة دون وسم. تعتمد المجموعة الثانية على الخصائص البيولوجية الخلوية، والتي تتألف من طرق التقارب، مثل مصفوفة التقارب الصلبة (الخرز والألواح والألياف)، وفرز الخلايا المنشطة بالفلورسنت، وفرز الخلايا المنشطة مغناطيسيًا، والتي تعتمد على خصائص التعبير البروتيني البيولوجي.
وتشمل بعض الأمثلة العملية على سلسلة الخلية الواحدة تحليل تغير عدد النسخ الجينومية، ومثيلة الحمض النووي المنقوص الأوكسجين، وتغيرات التعبير الجيني أثناء نقائل سرطان القولون والمستقيم لدى البشر، وتحديد الأنواع الفرعية المختلفة من خلايا المخ الأكثر عرضة لعوامل الخطر الشائعة لأمراض المخ، وتحديد الخصائص الجزيئية لتكون الحيوانات المنوية. بالإضافة إلى ذلك، اجتمع أكثر من 2600 باحث في جميع أنحاء العالم لاستخدام تقنيات الخلية الواحدة والتقنيات المكانية لإنشاء خرائط مرجعية لجميع الخلايا البشرية من خلال مشروع أطلس الخلايا البشرية.